# Pamiętnik Literacki
Pamiętnik Literacki – kwartalnik naukowy, w którym publikowane są prace z zakresu historii literatury polskiej, teorii literatury oraz krytyki literackiej.

## Historia
Jest to najstarsze czasopismo polonistyczne; powstało w 1902 roku we Lwowie jako kontynuacja „Pamiętnika Towarzystwa Literackiego im. Adama Mickiewicza”. Pierwszym wydawcą był Zakład Narodowy im. Ossolińskich; do 1939 roku drukowano „Pamiętnik” we Lwowie, potem w latach 1946–1950 w Warszawie, od 1950 we Wrocławiu. Jednocześnie czasopismo było organem Towarzystwa Literackiego im. Adama Mickiewicza. Zmiana nastąpiła w 1952 roku, kiedy to „Pamiętnik Literacki” przeszedł pod opiekę Instytutu Badań Literackich PAN (w latach 1950–1951 wydano wspólnie dwa roczniki). Od 2003 roku wydawcą czasopisma jest Wydawnictwo Instytutu Badań Literackich PAN.
Od wielu lat pismo publikuje prace naukowe najwybitniejszych polskich literaturoznawców. Redaktorami naczelnymi pisma byli kolejno: Wilhelm Bruchnalski, Bronisław Gubrynowicz, Edward Porębowicz, Tadeusz Pini, Ludwik Bernacki, Wiktor Hahn, Ignacy Chrzanowski, Kazimierz Kolbuszewski, Eugeniusz Kucharski, Stanisław Łempicki, Julian Krzyżanowski, Tadeusz Mikulski, Bogdan Zakrzewski.
Od 1998 redaktorem naczelnym czasopisma jest prof. Grażyna Borkowska; członkami redakcji są Michał Głowiński i Teresa Kostkiewiczowa (jako zastępcy redaktora naczelnego), Adam Dziadek, Wojciech Głowala, Luigi Marinelli, Andrzej Skrendo, Ludwika Ślękowa, Krzysztof Trybuś i Zofia Smolska (sekretarz redakcji).

## Struktura czasopisma
- Stałe działy:
  - Rozprawy i artykuły – prace historyczno- i krytycznoliterackie.
  - Materiały i notatki – przyczynki, ustalenia biograficzne, bibliograficzne, tekstologiczne, korespondencja pisarzy.
  - Recenzje i przeglądy.
- Inne działy:
  - Kronika – nekrologi zmarłych badaczy literatury.
  - Dyskusje – Korespondencja.

- W 1950 roku utworzono dział:
  - Zagadnienia języka artystycznego – jego pomysłodawczynią była Maria Renata Mayenowa. Publikowane są tam artykuły naukowe poruszające zagadnienia poetyki, stylistyki oraz z pogranicza literaturoznawstwa i językoznawstwa, a także prace z dziedziny teorii literatury i metodologii badań literackich (strukturalizm, dekonstrukcjonizm czy komunikacja literacka).

- W latach 1960–1994 istniał także dział:
  - Przekłady – jego opiekunem był początkowo Henryk Markiewicz, później funkcję tę pełnił Michał Głowiński.

- W 1999 roku wprowadzono nowy dział:
  - Z czasopism obcojęzycznych.

## Wydania tematyczne
- W pierwszym roczniku powojennym (z 1946 roku) zamieszczono 62 nekrologi badaczy literatury zmarłych i zamordowanych w czasie II wojny światowej.
- Ukazało się wiele zeszytów monograficznych, poświęconych polskim pisarzom (Mikołaj Rej, Adam Mickiewicz, Juliusz Słowacki, Zygmunt Krasiński, Cyprian Kamil Norwid, Henryk Sienkiewicz, Jan Kasprowicz, Stanisław Wyspiański, Czesław Miłosz[1]) bądź epokom literackim (okres staropolski, renesans, oświecenie, literatura PRL[1]).
- W 1973 roku ukazał się specjalny zeszyt poświęcony Międzynarodowemu Kongresowi Slawistów w Warszawie.